# Kichulchoia brevifasciata
Kichulchoia brevifasciata är en fiskart som först beskrevs av Kim och Lee, 1995.  Kichulchoia brevifasciata ingår i släktet Kichulchoia och familjen nissögefiskar. Inga underarter finns listade i Catalogue of Life.